# Дарманський Микола Миколайович
Дарманський Микола Миколайович (*1 квітня 1945—2005) — український громадський і освітянський діяч, викладач, ініціатор створення  Хмельницького гуманітарно-педагогічного інституту, Заслужений працівник освіти України.

## Життєпис
Микола Миколайович Дарманський народився 1 квітня 1945 року в селі  Колодіївка Староушицького (зараз Кам'янець-Подільського) району  Хмельницької області у родині акушерки та сільського вчителя. Дитинство та шкільні роки Миколи проходили в селі Колодіївка, а з 1949 року — в  Іванківцях  Дунаєвецького району.
Після закінчення середньої школи у 1963 році пішов працювати мотористом колгоспної електростанції, водночас готувався до вступу в інститут. Документи подав до Кам'янець-Подільського педагогічного інституту імені В. П. Затонського на спеціальність «Фізика та технічна механіка». 24 червня 1972 року М. М. Дарманський отримав диплом з відзнакою.
Зарекомендувавши себе як професіонала, М. М. Дарманський отримує призначення директором 13-ї середньої школи  м. Кам'янця-Подільського. У 1980 р. отримує посаду керівника міського органу управління освітою.
Улітку 1987 року М. М. Дарманський очолив відділ освіти облвиконкому. В 1992 році М. М. Дарманський перейшов на посаду першого заступника голови Хмельницької обласної державної адміністрації. У листопаді 1995 року за особистий внесок у збереження та розвиток соціально-культурної сфери М. М. Дарманському присвоєно звання «Заслужений працівник народної освіти України».
В 1996 році М. М. Дарманський очолив Хмельницьке педагогічне училище. У 1999 році реформував Хмельницьке педагогічне училище в гуманітарно-педагогічний коледж. У 2000 році реформував Хмельницький гуманітарно-педагогічний коледж в  Хмельницький гуманітарно-педагогічний інститут та був обраний почесним ректором інституту.
З 2000 року М. М. Дарманський боровся з важкою хворобою. У жовтні 2005 р. його не стало.

## Нагороди[1]
- Відмінник народної освіти України (1981)
- Медаль А. С. Макаренка (1986)
- Орден «Знак Пошани» (1987)
- Звання «Заслужений працівник освіти України» (1995)
- Почесна Грамота Верховної Ради України

## Праці
- Дарманський М. М. Організація продуктивної праці учнів / М. М. Дарманський // Радянська школа. — 1984. — № 12. — С. 3—7.
- Дарманский Н. Н. Главный учитель: сб. / составители А. Л. Григоренко, В. И. Самсонова. — К. : Молодь, 1984. — С. 72—80
- Дарманский Н. Н. Соединение обучения с производительным трудом — основное направление в работе школы по воспитанию подрастающего поколения / Н. Н. Дарманский // Методические рекомендации по организации трудового обучения, воспитания и профориентации учащихся. — Донецк, 1985. — С. 27—28.
- Дарманський М. М., Кузь В. Г. Турбота про сьогоднішнє та майбутнє / Дарманський М. М., Кузь В. Г. // Початкова школа. — 1985. — № 5. — С. 42—44.
- Дарманський М. М. Форми і методи спільної діяльності органів управління освітою в регіоні, інституту удосконалення вчителів та педагогічних вузів по реалізації завдань неперервної освіти педагогічних кадрів: наук.-практ. вид. з досвіду роботи / М. М. Дарманський. — Хмельницький: ЦНТЕІ, 1991. — 35 с.

```
У виданні, розрахованому на керівників органів управління освітою, регіональних методичних служб, розкрито соціально-педагогічні умови реалізації неперервної педагогічної освіти як цілісної системи в регіоні, здійснено характеристику курсової перепідготовки у системі неперервної освіти педагогів, вказано результати власного досвіду роботи щодо організації неперервної освіти керівників шкіл, проаналізовано принципи демократизації і гуманізації у системі методичної роботи з педагогами, охарактеризовано форми роботи – творчі-зустрічі і клуби-лабораторії педагогічної майстерності, а також звернуто увагу на роль курсової перепідготовки у професійному зростанні молодих фахівці.
```

- Книга Пам'яті України. Хмельницька область: іст.-меморіал. вид. : в 10 т. / ред. І. О. Герасимов [та ін.]. — Хмельницький: Поділля, 1995 . — Т. 3: Деражнянський район ; Дунаєвецький район / обл. ред. М. М. Дарманський ; — [Б. м.]: [б.в.], 1995. — 720 с.
- Дарманський М. М. Хмельниччина багата обдарованими педагогами / М. М. Дарманський // Педагогічний вісник. — 1996. — № 1. — С. 3.
- Дарманський М. М. Проблеми підготовки та проведення атестації закладів освіти: науково-методичний посібник / М. М. Дарманський. — Хмельницький: Майбуття, 1996. — 43 с.

```
У посібнику наголошується на тому, що атестація закладів освіти є основним видом контролю забезпечення реалізації єдиної державної політики у галузі освіти. Тому вона повинна сприйматися і керівниками, і педагогами в установах і закладах освіти позитивно, відношення до її проведення мусить бути відповідальним. Разом з тим, і ті, хто атестується, і ті, хто атестує, мусять працювати в атмосфері толерантності, поваги до людської особистості, бо всі вони виконують справу державної ваги – навчають наших дітей, чи сприяють цьому навчанню.
У посібнику також вміщено три додатки:
```

1. Положення про ліцензування закладів освіти.
2. Типове положення про атестацію середніх загальноосвітніх, позашкільних, дошкільних закладів освіти і закладів освіти для громадян, які потребують допомоги та соціальної реабілітації.
3. Положення про атестацію професійно-технічних закладів освіти.
- Дарманський М. М. Визначення управлінських функцій — важливий крок до розуміння соціально-педагогічних основ управління освітою в регіоні / М. М. Дарманський // Наукові записки Хмельницького інституту регіонального управління та права. — Хмельницький: ХІРУП, 1997. — С. 130—137.
- Книга Пам'яті України. Хмельницька область: іст.-меморіал. вид. : в 10 т. / ред. І. О. Герасимов [та ін.]. — Хмельницький: Поділля, 1995 . — Т. 9 : Чемеровецький район. Шепетівський район. Додатковий список воїнів- земляків, імена яких не внесені до 1-8 томів Книги / ред. М. М. Дарманський [та ін.]. — [Б. м.]: [б.в.], 1997. — 718 с.
- Книга Пам'яті України. Хмельницька область: іст.-меморіал. вид. : в 10 т. / ред. І. О. Герасимов [та ін.]. — Хмельницький: Поділля, 1995 . — Т. 10 : Ярмолинецький район. Поіменний список полеглих і похованих на території області воїнів- визволителів, місце народження та призову яких не встановлено / ред. М. М. Дарманський [та ін.]. — [Б. м.]: [б.в.], 1997. — 702 с.
- Дарманський М. М. Міцний фундамент — міцна система / М. М. Дарманський // Дошкільне виховання. — 1997. — № 6. — С. 4.
- Дарманський М. М. Про завдання та функції органів управління освітою в регіонах щодо постатейного виконання положень ЗУ «Про освіту»: наук.-практ. вид. / Дарманський М. М., Войтенко В. І. — Хмельницький: Поділля, 1997. — 93 с.

```
Видання присвячене коментуванням відношень, завдань та функцій управлінь освіти обласних та відділів освіти районних державних адміністрацій, виконавчих комітетів міських рад щодо їх сприяння постатейному виконанню ЗУ «Про освіту в регіонах. Вона актуалізує саму проблему виконання Закону, є корисною для керівних працівників освітянської галузі.
```

Книга може бути використана при проведенні курсової підготовки завідувачів відділів освіти, інспекторів шкіл та при вивченні спецкурсу «Управління освітою» у вищих педагогічних закладах освіти.
- Дарманський М. М. Структурно-функціональний аналіз змісту діяльності регіональних органів управління освітою: наук.-практ. посіб. / М. М. Дарманський. — Хмельницький: Майбуття, 1997. — 52 с.

```
Посібник розрахований на працівників управлінь освіти облдержадміністрацій, відділів освіти райдержадміністрації та міськвиконкомів, є узагальненням завдань, функцій та додаткових функціональних прав органів управління освітою, може слугувати основою для розроблення та затвердження Положень про конкретні регіональні органи управління освітою в областях, районах та містах України. Це є також основою планування роботи обласних, районних, міських відділів освіти та узгодження його на рівні управлінських структур та конкретних закладів освіти.
```

- Дарманський М. М. Про деякі аспекти координації контрольно-методичної роботи в ланках управління освітою регіону / М. М. Дарманський // Педагогічний вісник. — 1997. — № 2. — С. 12—13.
- Дарманський М. М. Управління освітою. Яким йому бути? / М. М. Дарманський // Педагогічний вісник. — 1997. — № 1. — С. 31—36.
- Дарманський М. М. Соціально-педагогічні основи управління освітою в регіоні: [моногр.] / М. М. Дарманський. — Хмельницький: Поділля, 1997. — 384 с.

```
В основі дослідження положення про цілісність системи управління освітою в регіоні, її спрямованість на виконання конституційних положень та основ законодавства про освіту, нормативних вимог Міністерства освіти України. Водночас враховуються історичні, соціально-економічні, етнонаціональні та інші особливості регіону.
```

- Дарманський М. М. Цехові організації міських ремісників / М. М. Дарманський // Професійна освіта. — 1998. — № 1—2. — С. 55—56.

Войтенко В. І., Дарманський М. М., Коханко О. М. Аналітична робота у системі управління освітою регіону: практ. посіб. / Войтенко В. І., Дарманський М. М., Коханко О. М. — Хмельницький: ХПУ, 1998. — 116 с.
```
Посібник розроблений для працівників структур регіонального управління освітою. Вміщений порівняльний аналіз є корисним для завідувачів районного та міського відділу освіти, начальників обласного управління освіти. Видання подібних збірників щорічно може слугувати базою для проведення аналізу стану та динаміки розвитку процесів у системі освіти України в цілому.
```

- Дарманський М. М. Взаємодія педагогічних навчальних закладів у забезпеченні регіону кадрами вчителів початкової школи / М. М. Дарманський. –Хмельницький: ХНУ, 1998. — 22 с.

```
У виданні розкрито соціально-економічні аспекти впливу на розрахунок потреби щодо кількості та організацію підготовки вчителів початкової школи, зазначено організаційно-педагогічні проблеми ступеневої освітньої та фахової підготовки вчителів початкової школи, вміщено примірний зміст ступеневої підготовки вчителів, а також є розробка узгодженого примірного змісту ступеневої підготовки фахівців за спеціальністю «Початкове навчання.
```

- Дарманський М. М. Вища освіта — престиж, а дошкільна — обов'язок / М. М. Дарманський // Подільські вісті. — 1999. — 15 черв.
- Дарманський М. М. Соціально-педагогічні основи управління освітою в регіоні: автореф. дис. на здобуття наук. ступеня канд. пед. наук: спец. 13.00.01 «Теорія та історія педагогіки» / М. М. Дарманський. — К., 1999. — 27 с.[2]

```
У дослідженні розкрито зміст діяльності суб’єктів управління освітою в регіонах в її історичному розвиткові в Україні. Висвітлено тенденції централізації та децентралізації управління освітою на державному та регіональному рівнях у вітчизняній та зарубіжній практиці. Розроблено концепцію і модель управління освітою в регіоні. На основі діючих законодавчих актів з питань освіти в Україні здійснено структурно-функціональний аналіз змісту діяльності регіональних органів управління освітою, розроблено обґрунтоване орієнтовне положення про ці органи. Обґрунтовано зміст напрямів координації роботи обласного управління, районного відділу освіти та школи в річному управлінському циклі.
```

- Дарманський М. М., Калинюк В. І., Телячий Ю. В. Дипломна робота в системі ступеневої підготовки педагогів: наук.-практ. посіб. / Дарманський М. М., Калинюк В. І., Телячий Ю. В. — Хмельницький: ХГПІ, 2001. — 141 с.

```
У посібнику розробленні методичні поради щодо підготовки та оформлення дипломних робіт в системі ступеневого здобуття педагогами вищої освіти за освітньо-кваліфікаційними рівнями «молодший спеціаліст, «бакалавр, «спеціаліст, «магістр. Також розкрито ступеневість вищої педагогічної освіти та місце дипломних робіт в її реалізації, вказано принципи формування змісту та основні етапи виконання дипломної роботи. Вміщені поради щодо захисту дипломних робіт, а також адреси бібліотек України.
```

- Дарманський М. М., Телячий Ю. В., Шумлянська Л. Ф. 80 років освітнього шляху: Сторінки історії Хмельницького педучилища, педколеджу, гуманітарно-педагогічного інституту / Дарманський М. М., Телячий Ю. В., Шумлянська Л. Ф. — Хмельницький: Поділля, 2001. — 132 с.: іл.
- Дарманський М. М. Організація діяльності чотириступеневого вищого педагогічного навчального закладу / М. М. Дарманський ; за ред. акад. Н. Г. Ничкало. — Хмельницький: ХГПІ, 2001. — 94 с.
- Дарманський М. М. Від часів Шевченка до сьогоднішніх днів (мовна освіта за умов ступеневої підготовки вчителя початкової школи) / М. М. Дарманський // Спадщина Т. Г. Шевченка в контексті гуманітаризації сучасної освіти: зб. наук. статей. — Хмельницький: ХГПІ, 2001. — С. 110—117.
- Дарманський М. М. Вісімдесят літ освітнього шляху / М. М. Дарманський // Проскурів. — 2001. — 12 жовт.
- Дарманський М. М. Хмельницький гуманітарно-педагогічний інститут / М. М. Дарманський // Мистецтво та освіта. — 2001. — № 4. — С. 23.
- Дарманський М. М. Підвищення фахового рівня педагогів початкової ланки освіти — об'єкт турботи регіональних органів державної влади та регіонального самоврядування / М. М. Дарманський // Вісник Української Академії державного управління при Президентові України. — 2001. — № 2. — С. 477—485.
- Дарманська І. М., Дарманський М. М. Порівняльний аналіз змісту Закону України «Про освіту» в редакції 1991 р. та в редакції 1996 р. / І. М. Дарманська, М. М. Дарманський. — Хмельницький: ХГПІ, 2002. — 84 с.
- Дарманський М. М. Воїн і педагог [Про Ф. Г. Гончарука, колишнього директора Хмельницького педучилища] / М. М. Дарманський // Подільські вісті . — 2002. — 11 січня.
- Дарманський М. М. Про педагогіку виховання і педагогіку виживання або чи не стане дванадцятирічна освіта загрозою здоров'ю дітей? / М. М. Дарманський // Подільські вісті. — 2002. — 5 берез.
- Дарманський М. М., Биков В. Ю., Дорошенко Ю. О. Актуальність та тематична спрямованість науково-практичного семінару "Наступність у навчанні інформатики майбутніх учителів початкової школи в умовах ступеневої вищої освіти / Дарманський М. М., Биков В. Ю., Дорошенко Ю. О. // Наступність у навчанні інформатики майбутніх учителів початкової школи в умовах ступеневої вищої освіти: зб. праць всеукр. наук.-практ. семінару. — К. : АПН України, 2002. — С. 5—10.
- Дарманський М. М. До проблеми ступеневої підготовки вчителів початкової ланки освіти / М. М. Дарманський // Проблема початкової ланки освіти в контексті розвитку світових педагогічних тенденцій: матер. міжнар. наук.-практ. конф. — Київ — Хмельницький — Івано-Франківськ: Плай, 2003. — С. 71—77.
- Берека В. Є., Дарманський М. М. Життя прожити для людей: [моногр.] / Берека В. Є., Дарманський М. М. — Хмельницький, 2003. — 104 с.

```
У монографії висвітлюється великий, складний життєвий шлях доцента Коханка Октавіана Михайловича. Розкривається значний внесок педагога у розвиток системи професійно-технічної освіти області.
```

- Дарманський М. М. Організаційні проблеми ступеневої підготовки педагогів початкової ланки освіти / М. М. Дарманський // Науковий вісник Чернівецького університету. Педагогіка та психологія. — 2003. — Вип. 186. — С. 121—126.
- Математика. 1-4 класи: теоретичні основи: навч. посіб. / Л. О. Сморжевський [та ін.] ; ред. М. М. Дарманський ; Регіональна лабораторія ступеневої підготовки педагогів початкової ланки освіти Інституту педагогіки і психології професійної освіти АПН України при Хмельницькому гуманітарно-педагогічному ін-ті. — Хмельницький: ГПІ, 2004. — 538 с. : рис., табл. — Бібліогр. : с. 537—538.
- Дарманський М. М., Телячий Ю. В. З вірою в Україну. Маргарита Борзаківська / М. М. Дарманський, Ю. В. Телячий ; [укр. та англ. мовами ; перекл. на англ. мову І. В. Сусліної]. — Хмельницький: ЯРМОРОК, 2004. — 70 с. : іл.

## Спадщина
- Благодійний фонд імені М. М. Дарманського «Майбутнє Поділля»[3]

```
Мета Фонду – відкриття молоді Поділля шлях до розвитку свідомої особистості, підтримка молодих талантів, пропаганда здорового способу життя, а також виховання патріотизму, поваги до українських традицій та культури. 
```

- У квітні 2008 року засновано Хмельницька обласна премія імені Миколи Дарманського[4]
- У жовтні 2010 року у Хмельницькій гуманітарно — педагогічній академії відбулось відкриття меморіальної дошки на честь Миколи Миколайовича Дарманського.[5]
- У листопаді 2013 року у Хмельницькій гуманітарно — педагогічній академії відбулось відкриття погруддя першому ректору академії, визначному реформатору освіти, Миколі Дарманському.[6]
- В квітні 2015 року у Хмельницької гуманітарно-педагогічної академії відкрито лабораторію імені Миколи Дарманського.[7]

## Матеріали про життєвий та професійний шлях
- Брижак П. Філософія патріотизму — це велика праця і велика любов. Директору Хмельницького педучилища М.Дарманському–55 p. / П. Брижак // Подільські вісті. — 2000. — 6 квіт.
- Козак А. Офіцер, науковець і почесний ректор (Уривки із біографічного нарису) [М. М. Дарманський, ректор ХГПІ] / А. Козак // Шкільний світ. — 2004. — № 11. — трав.
- Балема P., Ящук І. Нові світи відкрив в освіті: Миколі Дарманському — 60 / Балема P., Ящук І. // Подільські вісті. — 2005. — 1 квіт.
- Барбалюк В. Сівач доброго, розумного, вічного / В. Барбалюк // Майбуття. — 2005. — берез.–квіт.
- Берека В. Слово про справжнього педагога / В. Берека // Майбуття. — 2005. — берез.–квіт.
- Коханко О. Дружба гартує нас / О. Коханко // Майбуття. — 2005. — берез.–квіт.
- Лавренюк Л. Компетентність і дійовість / Л. Лавренюк // Майбуття. — 2005. — берез.-квіт.
- Сваричевський А. Преса — надійний помічник педагога / А. Сваричевський // Майбуття. — 2005. — берез.-квіт.
- Соловей М. Вміння спонукати до творення / М. Соловей // Майбуття. — 2005. — берез.-квіт.
- Степанець Г. Вміє цінувати і шанувати людей / Г. Степанець // Майбуття. — 2005. — берез.-квіт.
- Якубовський С. Мудрість, помножена на доброту / С. Якубовський // Майбуття. — 2005. — берез.-квіт.
- Шайнога В. Роки, наповнені працею / В. Шайнога // Майбуття. — 2005. — берез.-квіт.
- Ящук І. Освітянський шлях Миколи Дарманського / І. Ящук // Подільські вісті. — 2005. — 1 квіт.
- Кам'янецькі сходинки життя Миколи Дарманського // Майбуття. — 2005. — берез.-квіт.
- Дарманський Микола Миколайович: [некролог] // Подільські вісті. — 2005. — 18 жовт.
- Гостинна Д. Вшанували пам'ять про Миколу Дарманського / Д. Гостинна // Подільські вісті. — 2006. — 24 жовт.
- Сваричевський А. Знав силу творчої праці / А. Сваричевський // Майбуття. — 2006. — жовт.-лист.
- Чернюк Р. Меморіальна дошка відомому освітянину / Р. Чернюк // Проскурів. — 2006. — 19 жовт.
- Філінюк А. Г. Дарманський Микола Миколайович / А. Г. Філінюк // Хмельницька гуманітарно-педагогічна академія в особах. — Хмельницький: ПП Мельник А. А., 2006. — Т. 1. — С. 89—100.
- Яковчук Г. Його добротворчість М. М. Дарманський / Г. Яковчук // Подільські вісті. — 2006. — 29 верес.
- Педагогічна спадщина М. М. Дарманського в контексті сучасних реалій: Перші педагогічні читання пам'яті М. М. Дарманського (11 квіт. 2006 р.). — Хмельницький: ХГПА, 2006. — 153 с.
- Педагогічна спадщина М. М. Дарманського в контексті сучасних реалій: Другі педагогічні читання пам'яті М. М. Дарманського (5 квіт. 2007 р). — Хмельницький: ХГПА, 2007. — 155 с.
- Педагогічна спадщина М. М. Дарманського в контексті сучасних реалій: Треті педагогічні читання пам'яті М. М. Дарманського (2 квіт. 2009 р.). — Хмельницький: ХГПА, 2008. — 211 с.
- М. Дарманський — реформатор вищої освіти на Поділлі: біобібліографічний покажчик / уклад. : С. І. Кухар, С. В. Попов. — Хмельницький: ХГПА, 2008. — 16 с. : іл.
- Професіоналізм педагога в контексті європейського вибору України: Четверті педагогічні читання пам'яті М. М. Дарманського (2 квіт. 2009 р.) / Хмельницька обласна рада, Хмельницька гуманітарно-педагогічна академія. — Хмельницький: ХГПА, 2009. — 224 с.
- Шості педагогічні читання пам'яті М. М. Дарманського: професійна підготовка педагогічних кадрів в умовах інноваційної перебудови української національної освіти: сучасний стан, проблеми, перспективи розвитку: матеріали всеукр. наук.-практ. конф. (Хмельницький, 31 берез. 2011 р.) / Хмельницька обласна державна адміністрація, Хмельницька обласна рада, Хмельницька гуманітарно-педагогічна академія. — Хмельницький: ХГПА, 2011. — 235 с.
- Восьмі педагогічні читання пам'яті М. М. Дарманського: Розвиток системи освіти України у контексті викликів сучасності, 2013[8].
- Дев'яті педагогічні читання пам'яті М. М. Дарманського: соціально-педагогічні основи розвитку освіти в регіоні. 12 вересня 2014[9].